# Штроусберг, Бетель Генри
Бетель Генри (Барух Гирш) Штроусберг (Струсберг) (нем. Bethel Henry Strousberg; 20 ноября 1823, Нойденбург — 31 мая 1884, Берлин) — германский железнодорожный предприниматель. Пионер железнодорожного проектирование.

## Биография
Еврей по происхождению, Штроусберг в 10-летнем возрасте принял протестантство и поселился в Лондоне. Здесь он в течение 15 лет был газетным корреспондентом и страховым агентом. Также он был преподавателем языков в Новом Орлеане. В 1849 году Штроусберг приобрел в Лондоне несколько газет.
В 1855 году Штроусберг явился в Берлин и в качестве представителя британских капиталистов построил Тильзит-Инстербургскую и Южную железные дороги в Восточной Пруссии; затем Штроусберг предпринял сооружение ряда железных дорог в Германии, Австро-Венгрии, Румынии, а также линии Брест — Граево в Российской империи. Он создал, кроме того, ряд других колоссальных предприятий, сильно развивших промышленную жизнь Германии и Австрии; в этих предприятиях работало свыше 100 тыс. человек. Не располагая достаточными для своих колоссальных предприятий капиталом и кредитом, Штроусберг прибегнул к системе уплаты поставщикам и подрядчиком акциями.
Убытки при постройке румынских железных дорог вызвали общий крах всех предприятий Штроусберга; в 1875 году он был объявлен несостоятельным должником, арестован в Москве по прикосновенности к делу о крушении Московского коммерческого банка и был приговорён к изгнанию из России.
Как крупный деятель эпохи «грюндерства», Штроусберг был не только лично выбран мишенью для антисемитских нападок, вместе с ним нападали на всех евреев; в этом смысле Штроусберг играл на руку усилившемуся тогда в Германии антисемитизму.
Написал свою автобиографию («Dr. St. und sein Wirken», Берлин, 1876); «Fragen der Zeit. Ueber Parlamentarismus» (Берлин, 1877) и записку о проекте сооружения Северно-Балтийского канала (Берлин, 1878).
Умер в бедности.

## Примечания

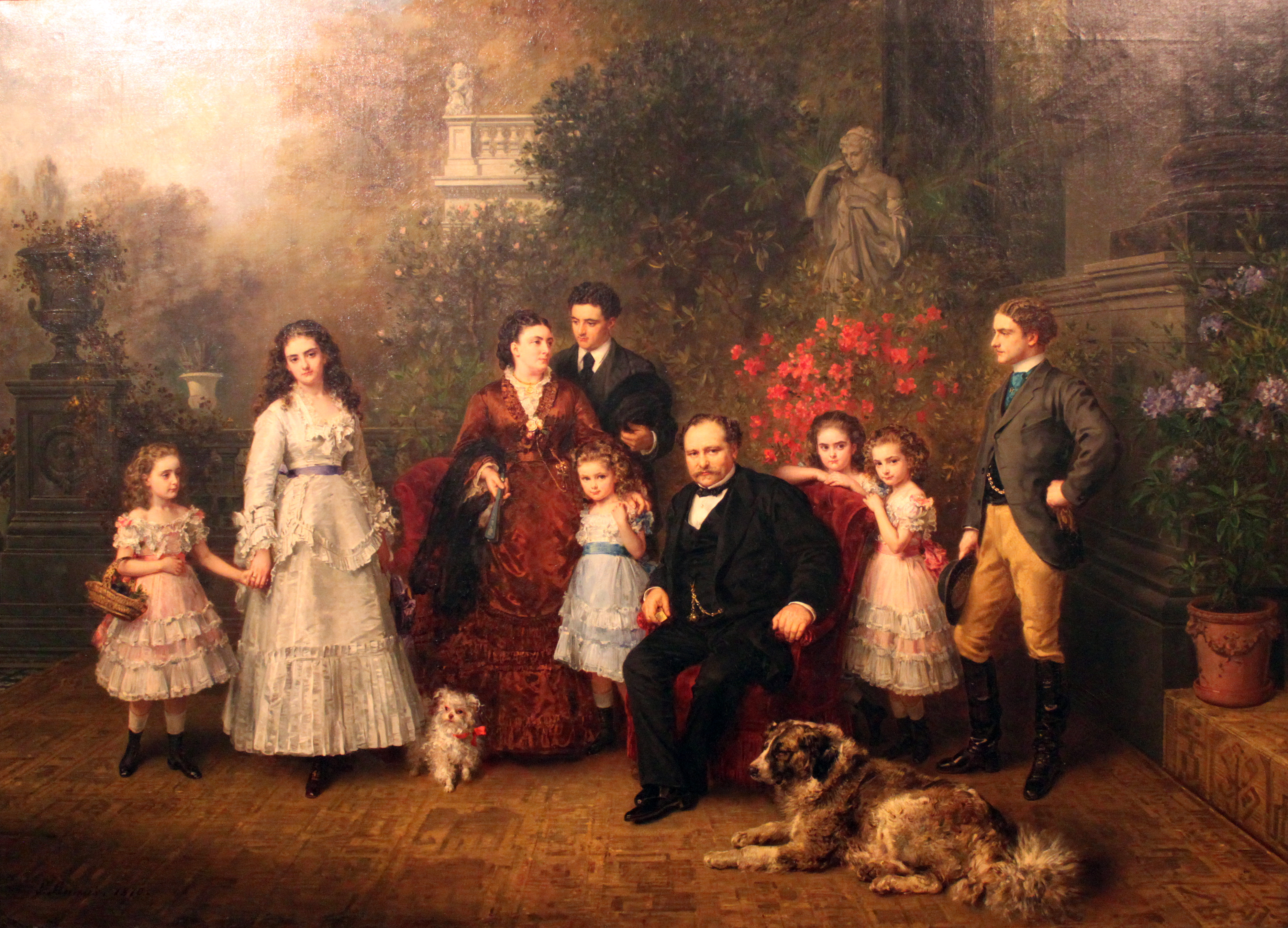
Штроусберг со своей семьёй, картина Людвига Кнауса, 1870 г.